# Campeonato Argentino de Futebol de 2016–17
O Campeonato de Primeira Divisão 2016–17-Torneio da Independência (ou Copa AXION Energy, por questões de patrocínio) foi a 88ª temporada e o 132º torneio da era profissional da Primeira Divisão do futebol argentino, organizada pela AFA. Começou em 26 de agosto de 2016 e terminou em 27 de junho de 2017, com um recesso entre 18 de dezembro de 2016 e 5 de fevereiro de 2017.
Disputou-se apenas um turno, pelo sistema de todos contra todos, com a adição de uma rodada especial de clássicos. Desta maneira, cada equipe disputou um total de 30 partidas.
O Boca Juniors foi o campeão e, por isso, disputará a Supercopa Argentina 2017 contra o ganhador da Copa Argentina 2016-17. Além disso, quatro equipes foram rebaixadas pelo sistema de médias à segunda divisão, a Primera B Nacional, e foram definidas as classificações à Copa Libertadores e à Copa Sul-Americana de 2018.

## Equipes
| Equipe                 | Cidade                | Estádio                                             | Capacidade    |
| ---------------------- | --------------------- | --------------------------------------------------- | ------------- |
| Aldosivi               | Mar del Plata         | José María Minella                                  | 35 350        |
| Arsenal                | Sarandí               | Julio Humberto Grondona                             | 16 300        |
| Atlético de Rafaela    | Rafaela               | Novo Monumental                                     | 16 000        |
| Atlético Tucumán       | San Miguel de Tucumán | Monumental José Fierro                              | 35 200        |
| Banfield               | Banfield              | Florencio Sola                                      | 34 900        |
| Belgrano               | Córdoba               | Mario Alberto Kempes                                | 57 000        |
| Boca Juniors           | Buenos Aires          | Alberto J. Armando                                  | 49 000        |
| Colón                  | Santa Fé              | Brigadier Geral Estanislao López                    | 47 000        |
| Defensa y Justicia     | Florencio Varela      | Norberto Tomaghello                                 | 20 000        |
| Estudiantes            | A Prata               | Cidade da Prata                                     | 53 000        |
| Gimnasia y Esgrima     | A Prata               | Juan Carmelo Zerillo                                | 21 000        |
| Godoy Cruz             | Godoy Cruz            | Malvinas Argentinas                                 | 40 270        |
| Huracán                | Buenos Aires          | Tomás Adolfo Ducó                                   | 48 314        |
| Independiente          | Avellaneda            | Libertadores de América                             | 45 562        |
| Lanús                  | Lanús Leste           | Cidade de Lanús-Néstor Díaz Pérez                   | 47 027        |
| Newell's Old Boys      | Rosario               | Marcelo Bielsa                                      | 38 095        |
| Olimpo                 | Bahia Branca          | Roberto Natalio Carminatti                          | 18 000        |
| Patronato              | Paraná                | Presbítero Bartolomé Grella                         | 23 500        |
| Quilmes                | Quilmes               | Centenário Cidade de Quilmes                        | 30 200        |
| Racing Club            | Avellaneda            | Presidente Perón                                    | 50 000        |
| River Plate            | Buenos Aires          | Antonio Vespucio Liberti                            | 61 320        |
| Rosario Central        | Rosario               | Gigante de Arroyito                                 | 41 470        |
| San Lorenzo            | Buenos Aires          | Pedro Bidegain                                      | 43 490        |
| San Martín             | San Juan              | Engenheiro Hilario Sánchez Estádio Del Bicentenario | 19 000 25 000 |
| Sarmiento              | Junín                 | Eva Perón                                           | 22 000        |
| Club Atlético Talleres | Córdoba               | Mario Alberto Kempes                                | 57 000        |
| Temperley              | Temperley             | Alfredo Beranger                                    | 26 500        |
| Tigre                  | Victoria              | José Dellagiovanna                                  | 26 282        |
| Club Atlético Unión    | Santa Fé              | 15 de Abril                                         | 26 000        |
| Vélez Sarsfield        | Buenos Aires          | José Amalfitani                                     | 49 540        |

### Distribuição geográfica das equipes
| Região                                | Quant. | Equipes                                                                                               |
| ------------------------------------- | ------ | --- |
| Conurbano bonaerense                  | 9      | Arsenal, Banfield, Defensa y Justicia, Independiente, Lanús, Quilmes, Racing Clube, Tigre e Temperley |
| Cidade de Buenos Aires                | 5      | Boca Juniors, Huracán, River Plate, San Lorenzo e Vélez Sarsfield                                     |
| Província de Santa Fé                 | 5      | Atlético de Rafaela, Colón, Newell's Old Boys, Rosario Central e Unión                                |
| Interior da província de Buenos Aires | 3      | Aldosivi, Olimpo e Sarmiento                                                                          |
| Cidade da La Plata                    | 2      | Estudiantes e Gimnasia y Esgrima                                                                      |
| Província de Córdoba                  | 2      | Belgrano e Talleres                                                                                   |
| Província de Entre Ríos               | 1      | Patronato                                                                                             |
| Província de Mendoza                  | 1      | Godoy Cruz                                                                                            |
| Província de San Juan                 | 1      | San Martín                                                                                            |
| Província de Tucumán                  | 1      | Atlético Tucumán                                                                                      |

## Sistema de disputa
O campeonato foi disputado em turno único de todos contra todos. Além disso, as equipes foram agrupadas em duplas, em sua maioria determinadas por rivalidades clássicas, e repetiram os respectivos confrontos na 24ª rodada, mudando o local de mando em comparação ao jogo anterior no campeonato. Desta maneira, foi disputado um total de 30 rodadas.
Por sua vez, os classificados aos torneios internacionais foram definidos pela posição das equipes na tabela final de classificação.

## Classificação final
| Pos | Equipes                 | PG | J  | V  | E  | D  | GP | GC | SG  | Classificação ou rebaixamento                      |
| --- | ----------------------- | -- | -- | -- | -- | -- | -- | -- | --- | -------------------------------------------------- |
| 1   | Boca Juniors            | 63 | 30 | 18 | 9  | 3  | 62 | 25 | +37 | Classificados à Libertadores 2018 (fase de grupos) |
| 2   | River Plate             | 56 | 30 | 16 | 8  | 6  | 51 | 28 | +23 | Classificados à Libertadores 2018 (fase de grupos) |
| 3   | Estudiantes de La Plata | 56 | 30 | 16 | 8  | 6  | 46 | 26 | +20 | Classificados à Libertadores 2018 (fase de grupos) |
| 4   | Racing                  | 55 | 30 | 17 | 4  | 9  | 51 | 40 | +11 | Classificados à Libertadores 2018 (fase de grupos) |
| 5   | Banfield                | 54 | 30 | 17 | 3  | 10 | 42 | 35 | +7  | Classificado à Libertadores 2018 (fase preliminar) |
| 6   | Independiente           | 53 | 30 | 14 | 11 | 5  | 39 | 23 | +16 | Classificados à Libertadores 2018 (fase de grupos) |
| 7   | San Lorenzo             | 53 | 30 | 16 | 5  | 9  | 46 | 35 | +11 | Classificados à Copa Sul-Americana de 2018         |
| 8   | Lanús                   | 50 | 30 | 14 | 8  | 8  | 36 | 25 | +11 | Classificados à Copa Sul-Americana de 2018         |
| 9   | Newell's Old Boys       | 49 | 30 | 14 | 7  | 9  | 40 | 30 | +10 | Classificados à Copa Sul-Americana de 2018         |
| 10  | Defensa y Justicia      | 49 | 30 | 14 | 7  | 9  | 31 | 23 | +8  | Classificados à Copa Sul-Americana de 2018         |
| 11  | Colón                   | 49 | 30 | 14 | 7  | 9  | 32 | 25 | +7  | Classificados à Copa Sul-Americana de 2018         |
| 12  | Rosario Central         | 44 | 30 | 11 | 11 | 8  | 40 | 31 | +9  | Classificados à Copa Sul-Americana de 2018         |
| 13  | Gimnasia y Esgrima      | 43 | 30 | 12 | 7  | 11 | 26 | 24 | +2  |                                                    |
| 14  | Godoy Cruz              | 43 | 30 | 13 | 4  | 13 | 34 | 34 | 0   |                                                    |
| 15  | Talleres                | 42 | 30 | 11 | 9  | 10 | 35 | 30 | +5  |                                                    |
| 16  | Olimpo                  | 38 | 30 | 9  | 11 | 10 | 37 | 32 | +5  |                                                    |
| 17  | Atlético de Rafaela     | 37 | 30 | 10 | 7  | 13 | 31 | 30 | +1  | Rebaixado à Primera B Nacional de 2018             |
| 18  | Temperley               | 37 | 30 | 10 | 7  | 13 | 30 | 38 | -8  |                                                    |
| 19  | Vélez Sarsfield         | 37 | 30 | 10 | 7  | 13 | 31 | 40 | -9  |                                                    |
| 20  | Patronato               | 34 | 30 | 8  | 10 | 12 | 30 | 40 | -10 |                                                    |
| 21  | Atlético Tucumán        | 33 | 30 | 8  | 9  | 13 | 34 | 40 | -6  |                                                    |
| 22  | San Martín              | 33 | 30 | 7  | 12 | 11 | 27 | 40 | -13 |                                                    |
| 23  | Unión de Santa Fe       | 32 | 30 | 8  | 8  | 14 | 25 | 39 | -14 |                                                    |
| 24  | Tigre                   | 31 | 30 | 8  | 7  | 15 | 33 | 43 | -10 |                                                    |
| 25  | Huracán                 | 29 | 30 | 6  | 11 | 13 | 23 | 30 | -7  |                                                    |
| 26  | Sarmiento               | 28 | 30 | 7  | 7  | 16 | 31 | 51 | -20 | Rebaixado à Primera B Nacional de 2018             |
| 27  | Arsenal de Sarandí      | 27 | 30 | 7  | 6  | 17 | 27 | 50 | -23 |                                                    |
| 28  | Belgrano                | 26 | 30 | 5  | 11 | 14 | 21 | 34 | -13 |                                                    |
| 29  | Quilmes                 | 25 | 30 | 6  | 7  | 17 | 18 | 43 | -25 | Rebaixados à Primera B Nacional de 2018            |
| 30  | Aldosivi                | 25 | 30 | 5  | 10 | 15 | 15 | 40 | -25 | Rebaixados à Primera B Nacional de 2018            |

## Resultados
| Fecha 1                 | Fecha 1   | Fecha 1             | Fecha 1                | Fecha 1      | Fecha 1 |
| Local                   | Resultado | Visitante           | Estadio                | Fecha        | Hora    |
| ----------------------- | --------- | ------------------- | ---------------------- | ------------ | ------- |
| Sarmiento               | 1 - 0     | Arsenal             | Eva Perón              | 26 de agosto | 19:00   |
| Godoy Cruz              | 1 - 0     | Huracán             | Malvinas Argentinas    | 26 de agosto | 21:15   |
| Gimnasia y Esgrima (LP) | 2 - 0     | Vélez Sarsfield     | Del Bosque             | 27 de agosto | 14:00   |
| Rosario Central         | 0 - 0     | Defensa y Justicia  | Gigante de Arroyito    | 27 de agosto | 16:00   |
| Racing Club             | 1 - 1     | Talleres (C)        | El Cilindro            | 27 de agosto | 18:00   |
| Atlético Tucumán        | 1 - 0     | Atlético de Rafaela | Monumental José Fierro | 27 de agosto | 19:00   |
| San Lorenzo             | 2 - 2     | San Martín (SJ)     | Nuevo Gasómetro        | 27 de agosto | 20:00   |
| Tigre                   | 0 - 3     | Estudiantes (LP)    | Monumental de Victoria | 28 de agosto | 14:00   |
| Quilmes                 | 0 - 1     | Newell's Old Boys   | Centenario             | 28 de agosto | 14:10   |
| Belgrano                | 0 - 1     | Independiente       | Mario Alberto Kempes   | 28 de agosto | 16:00   |
| Unión                   | 1 - 0     | Olimpo              | 15 de Abril            | 28 de agosto | 16:15   |
| River Plate             | 4 - 1     | Banfield            | Monumental             | 28 de agosto | 18:00   |
| Lanús                   | 1 - 0     | Boca Juniors        | Ciudad de Lanús        | 28 de agosto | 20:00   |
| Aldosivi                | 0 - 2     | Colón               | José María Minella     | 29 de agosto | 19:00   |
| Temperley               | 1 - 0     | Patronato           | Alfredo Beranger       | 29 de agosto | 21:15   |

| Fecha 2             | Fecha 2   | Fecha 2                 | Fecha 2                     | Fecha 2          | Fecha 2 |
| Local               | Resultado | Visitante               | Estadio                     | Fecha            | Hora    |
| ------------------- | --------- | ----------------------- | --------------------------- | ---------------- | ------- |
| Patronato           | 0 - 1     | Gimnasia y Esgrima (LP) | Presbítero Bartolomé Grella | 9 de septiembre  | 19:00   |
| Huracán             | 1 - 1     | Quilmes                 | Tomás A. Ducó               | 9 de septiembre  | 21:15   |
| Olimpo              | 0 - 0     | Lanús                   | Roberto N. Carminatti       | 10 de septiembre | 14:00   |
| Banfield            | 0 - 0     | Colón                   | Florencio Sola              | 10 de septiembre | 14:45   |
| San Martín (SJ)     | 0 - 2     | Racing Club             | Ingeniero Hilario Sánchez   | 10 de septiembre | 16:00   |
| Unión               | 0 - 0     | Aldosivi                | 15 de Abril                 | 10 de septiembre | 17:00   |
| Defensa y Justicia  | 0 - 2     | San Lorenzo             | Norberto Tomaghello         | 10 de septiembre | 18:00   |
| Independiente       | 2 - 0     | Godoy Cruz              | Libertadores de América     | 10 de septiembre | 20:00   |
| Newell's Old Boys   | 1 - 0     | Tigre                   | Marcelo Bielsa              | 11 de septiembre | 14:00   |
| Vélez Sarsfield     | 2 - 0     | Rosario Central         | José Amalfitani             | 11 de septiembre | 16:00   |
| Estudiantes (LP)    | 1 - 0     | Sarmiento               | Ciudad de La Plata          | 11 de septiembre | 16:15   |
| Boca Juniors        | 3 - 0     | Belgrano                | La Bombonera                | 11 de septiembre | 18:00   |
| Talleres (C)        | 0 - 1     | River Plate             | Mario Alberto Kempes        | 11 de septiembre | 20:00   |
| Arsenal             | 1 - 3     | Atlético Tucumán        | El Viaducto                 | 12 de septiembre | 19:00   |
| Atlético de Rafaela | 1 - 0     | Temperley               | Nuevo Monumental            | 12 de septiembre | 21:15   |

| Fecha 3                 | Fecha 3   | Fecha 3             | Fecha 3                    | Fecha 3          | Fecha 3 |
| Local                   | Resultado | Visitante           | Estadio                    | Fecha            | Hora    |
| ----------------------- | --------- | ------------------- | -------------------------- | ---------------- | ------- |
| Colón                   | 1 - 0     | Talleres (C)        | Brigadier Estanislao López | 16 de septiembre | 21:15   |
| Lanús                   | 0 - 1     | Unión               | Ciudad de Lanús            | 17 de septiembre | 14:00   |
| San Lorenzo             | 2 - 1     | Vélez Sarsfield     | Nuevo Gasómetro            | 17 de septiembre | 16:00   |
| Rosario Central         | 2 - 1     | Patronato           | Gigante de Arroyito        | 17 de septiembre | 16:15   |
| Aldosivi                | 1 - 3     | Banfield            | José María Minella         | 17 de septiembre | 17:00   |
| Quilmes                 | 1 - 1     | Independiente       | Centenario                 | 17 de septiembre | 18:00   |
| Sarmiento               | 1 - 1     | Newell's Old Boys   | Eva Perón                  | 17 de septiembre | 20:15   |
| Atlético Tucumán        | 0 - 2     | Estudiantes (LP)    | Monumental José Fierro     | 18 de septiembre | 14:00   |
| Temperley               | 1 - 1     | Arsenal             | Alfredo Beranger           | 18 de septiembre | 14:15   |
| Godoy Cruz              | 1 - 1     | Boca Juniors        | Malvinas Argentinas        | 18 de septiembre | 16:00   |
| Belgrano                | 0 - 0     | Olimpo              | Mario Alberto Kempes       | 18 de septiembre | 16:00   |
| River Plate             | 1 - 1     | San Martín (SJ)     | Monumental                 | 18 de septiembre | 18:00   |
| Racing Club             | 1 - 1     | Defensa y Justicia  | El Cilindro                | 18 de septiembre | 20:00   |
| Tigre                   | 1 - 1     | Huracán             | Monumental de Victoria     | 19 de septiembre | 19:00   |
| Gimnasia y Esgrima (LP) | 0 - 1     | Atlético de Rafaela | Del Bosque                 | 19 de septiembre | 21:15   |

| Fecha 4             | Fecha 4   | Fecha 4                 | Fecha 4                     | Fecha 4          | Fecha 4 |
| Local               | Resultado | Visitante               | Estadio                     | Fecha            | Hora    |
| ------------------- | --------- | ----------------------- | --------------------------- | ---------------- | ------- |
| Olimpo              | 3 - 0     | Godoy Cruz              | Roberto N. Carminatti       | 23 de septiembre | 21:15   |
| Newell's Old Boys   | 3 - 1     | Atlético Tucumán        | Marcelo Bielsa              | 24 de septiembre | 14:00   |
| Atlético de Rafaela | 0 - 0     | Rosario Central         | Nuevo Monumental            | 24 de septiembre | 16:15   |
| Vélez Sarsfield     | 0 - 3     | Racing Club             | José Amalfitani             | 24 de septiembre | 18:00   |
| Independiente       | 1 - 1     | Tigre                   | Libertadores de América     | 24 de septiembre | 20:00   |
| Huracán             | 0 - 0     | Sarmiento               | Tomas A. Ducó               | 24 de septiembre | 20:15   |
| Estudiantes (LP)    | 3 - 0     | Temperley               | Ciudad de La Plata          | 25 de septiembre | 14:00   |
| Unión               | 0 - 2     | Belgrano                | 15 de Abril                 | 25 de septiembre | 15:00   |
| Talleres (C)        | 0 - 0     | Banfield                | Mario Alberto Kempes        | 25 de septiembre | 15:45   |
| Patronato           | 1 - 1     | San Lorenzo             | Presbítero Bartolomé Grella | 25 de septiembre | 16:00   |
| Lanús               | 0 - 0     | Aldosivi                | Ciudad de Lanús             | 25 de septiembre | 18:00   |
| Boca Juniors        | 4 - 1     | Quilmes                 | La Bombonera                | 25 de septiembre | 18:00   |
| Defensa y Justicia  | 3 - 3     | River Plate             | Norberto Tomaghello         | 25 de septiembre | 20:00   |
| Arsenal             | 2 - 2     | Gimnasia y Esgrima (LP) | El Viaducto                 | 26 de septiembre | 19:00   |
| San Martín (SJ)     | 0 - 0     | Colón                   | Ingeniero Hilario Sánchez   | 26 de septiembre | 21:15   |

| Fecha 5                 | Fecha 5   | Fecha 5             | Fecha 5                    | Fecha 5          | Fecha 5 |
| Local                   | Resultado | Visitante           | Estadio                    | Fecha            | Hora    |
| ----------------------- | --------- | ------------------- | -------------------------- | ---------------- | ------- |
| Quilmes                 | 2 - 1     | Olimpo              | Centenario                 | 30 de septiembre | 19:00   |
| Godoy Cruz              | 2 - 1     | Unión               | Malvinas Argentinas        | 30 de septiembre | 21:15   |
| Rosario Central         | 5 - 0     | Arsenal             | Gigante de Arroyito        | 1 de octubre     | 14:00   |
| Aldosivi                | 2 - 1     | Talleres (C)        | José María Minella         | 1 de octubre     | 14:30   |
| Temperley               | 0 - 0     | Newell's Old Boys   | Alfredo Beranger           | 1 de octubre     | 16:45   |
| Racing Club             | 2 - 0     | Patronato           | El Cilindro                | 1 de octubre     | 18:00   |
| River Plate             | 3 - 0     | Vélez Sarsfield     | Monumental                 | 1 de octubre     | 20:00   |
| San Lorenzo             | 2 - 1     | Atlético de Rafaela | Nuevo Gasómetro            | 2 de octubre     | 14:00   |
| Belgrano                | 1 - 1     | Lanús               | Mario Alberto Kempes       | 2 de octubre     | 14:10   |
| Gimnasia y Esgrima (LP) | 0 - 0     | Estudiantes (LP)    | Del Bosque                 | 2 de octubre     | 16:00   |
| Banfield                | 3 - 2     | San Martín (SJ)     | Florencio Sola             | 2 de octubre     | 16:15   |
| Sarmiento               | 0 - 1     | Independiente       | Eva Perón                  | 2 de octubre     | 18:00   |
| Colón                   | 1 - 0     | Defensa y Justicia  | Brigadier Estanislao López | 2 de octubre     | 18:00   |
| Tigre                   | 1 - 1     | Boca Juniors        | Monumental de Victoria     | 2 de octubre     | 20:00   |
| Atlético Tucumán        | 0 - 2     | Huracán             | Monumental José Fierro     | 3 de octubre     | 21:00   |

| Fecha 6             | Fecha 6   | Fecha 6          | Fecha 6                     | Fecha 6       | Fecha 6 |
| Local               | Resultado | Visitante        | Estadio                     | Fecha         | Hora    |
| ------------------- | --------- | ---------------- | --------------------------- | ------------- | ------- |
| Defensa y Justicia  | 1 - 0     | Banfield         | El Viaducto                 | 14 de octubre | 19:00   |
| Belgrano            | 0 - 0     | Aldosivi         | Mario Alberto Kempes        | 14 de octubre | 21:15   |
| Vélez Sarsfield     | 2 - 1     | Colón            | José Amalfitani             | 15 de octubre | 14:00   |
| Huracán             | 1 - 2     | Temperley        | Tomás A. Ducó               | 15 de octubre | 16:00   |
| Atlético de Rafaela | 3 - 2     | Racing Club      | Nuevo Monumental            | 15 de octubre | 16:00   |
| Estudiantes (LP)    | 3 - 2     | Rosario Central  | Centenario                  | 15 de octubre | 18:00   |
| San Martín (SJ)     | 1 - 3     | Talleres (C)     | Ingeniero Hilario Sánchez   | 15 de octubre | 18:15   |
| Independiente       | 0 - 2     | Atlético Tucumán | Libertadores de América     | 15 de octubre | 20:00   |
| Lanús               | 3 - 0     | Godoy Cruz       | Ciudad de Lanús             | 16 de octubre | 14:00   |
| Olimpo              | 1 - 4     | Tigre            | Roberto N. Carminatti       | 16 de octubre | 14:00   |
| Boca Juniors        | 2 - 0     | Sarmiento        | La Bombonera                | 16 de octubre | 16:00   |
| Newell's Old Boys   | 1 - 0     | Gimnasia (LP)    | Marcelo Bielsa              | 16 de octubre | 16:15   |
| Arsenal             | 1 - 3     | San Lorenzo      | El Viaducto                 | 16 de octubre | 18:00   |
| Patronato           | 2 - 1     | River Plate      | Presbítero Bartolomé Grella | 16 de octubre | 20:00   |
| Unión               | 1 - 1     | Quilmes          | 15 de Abril                 | 17 de octubre | 21:00   |

| Fecha 7                 | Fecha 7   | Fecha 7             | Fecha 7                    | Fecha 7       | Fecha 7 |
| Local                   | Resultado | Visitante           | Estadio                    | Fecha         | Hora    |
| ----------------------- | --------- | ------------------- | -------------------------- | ------------- | ------- |
| Sarmiento               | 1 - 1     | Olimpo              | Eva Perón                  | 21 de octubre | 19:00   |
| Talleres (C)            | 2 - 0     | Defensa y Justicia  | Mario Alberto Kempes       | 21 de octubre | 21:15   |
| Quilmes                 | 1 - 0     | Lanús               | Centenario                 | 22 de octubre | 14:00   |
| Godoy Cruz              | 2 - 0     | Belgrano            | Malvinas Argentinas        | 22 de octubre | 15:15   |
| Temperley               | 0 - 1     | Independiente       | Alfredo Beranger           | 22 de octubre | 16:00   |
| Colón                   | 0 - 1     | Patronato           | Brigadier Estanislao López | 22 de octubre | 17:30   |
| Racing Club             | 1 - 0     | Arsenal             | El Cilindro                | 22 de octubre | 18:00   |
| River Plate             | 1 - 0     | Atlético de Rafaela | Monumental                 | 22 de octubre | 20:00   |
| Gimnasia y Esgrima (LP) | 1 - 0     | Huracán             | Del Bosque                 | 23 de octubre | 14:00   |
| Rosario Central         | 0 - 1     | Newell's Old Boys   | Gigante de Arroyito        | 23 de octubre | 16:00   |
| Banfield                | 1 - 0     | Vélez Sarsfield     | Florencio Sola             | 23 de octubre | 16:00   |
| Tigre                   | 3 - 1     | Unión               | Monumental de Victoria     | 23 de octubre | 16:00   |
| San Lorenzo             | 1 - 2     | Estudiantes (LP)    | Nuevo Gasómetro            | 23 de octubre | 18:00   |
| Atlético Tucumán        | 2 - 2     | Boca Juniors        | Monumental José Fierro     | 23 de octubre | 20:00   |
| Aldosivi                | 1 - 2     | San Martín (SJ)     | José María Minella         | 24 de octubre | 21:00   |

| Fecha 8             | Fecha 8   | Fecha 8                 | Fecha 8                     | Fecha 8       | Fecha 8 |
| Local               | Resultado | Visitante               | Estadio                     | Fecha         | Hora    |
| ------------------- | --------- | ----------------------- | --------------------------- | ------------- | ------- |
| Olimpo              | 2 - 1     | Atlético Tucumán        | Roberto N. Carminatti       | 28 de octubre | 19:00   |
| Patronato           | 2 - 0     | Banfield                | Presbítero Bartolomé Grella | 28 de octubre | 21:15   |
| Vélez Sarsfield     | 0 - 2     | Talleres (C)            | José Amalfitani             | 29 de octubre | 14:00   |
| Belgrano            | 0 - 0     | Quilmes                 | Mario Alberto Kempes        | 29 de octubre | 16:00   |
| Boca Juniors        | 4 - 0     | Temperley               | La Bombonera                | 29 de octubre | 16:00   |
| Independiente       | 0 - 0     | Gimnasia y Esgrima (LP) | Libertadores de América     | 29 de octubre | 18:00   |
| Huracán             | 1 - 1     | Rosario Central         | Tomás A. Ducó               | 29 de octubre | 18:15   |
| Estudiantes (LP)    | 2 - 1     | Racing Club             | Ciudad de La Plata          | 29 de octubre | 20:00   |
| Lanús               | 1 - 1     | Tigre                   | Ciudad de Lanús             | 30 de octubre | 14:00   |
| Godoy Cruz          | 3 - 1     | Aldosivi                | Malvinas Argentinas         | 30 de octubre | 15:00   |
| Newell's Old Boys   | 2 - 2     | San Lorenzo             | Marcelo Bielsa              | 30 de octubre | 16:00   |
| Atlético de Rafaela | 0 - 2     | Colón                   | Nuevo Monumental            | 30 de octubre | 18:00   |
| Arsenal             | 2 - 2     | River Plate             | El Viaducto                 | 30 de octubre | 20:00   |
| Defensa y Justicia  | 0 - 0     | San Martín (SJ)         | El Viaducto                 | 31 de octubre | 19:00   |
| Unión               | 1 - 0     | Sarmiento               | 15 de Abril                 | 31 de octubre | 21:15   |

| Fecha 9                 | Fecha 9   | Fecha 9             | Fecha 9                    | Fecha 9        | Fecha 9 |
| Local                   | Resultado | Visitante           | Estadio                    | Fecha          | Hora    |
| ----------------------- | --------- | ------------------- | -------------------------- | -------------- | ------- |
| Temperley               | 0 - 0     | Olimpo              | Alfredo Beranger           | 4 de noviembre | 21:15   |
| Quilmes                 | 1 - 0     | Godoy Cruz          | Centenario                 | 5 de noviembre | 14:00   |
| River Plate             | 1 - 1     | Estudiantes (LP)    | Tomás A. Ducó              | 5 de noviembre | 16:00   |
| Sarmiento               | 1 - 2     | Lanús               | Eva Perón                  | 5 de noviembre | 16:15   |
| Colón                   | 1 - 0     | Arsenal             | Brigadier Estanislao López | 5 de noviembre | 17:00   |
| Racing Club             | 2 - 1     | Newell's Old Boys   | El Cilindro                | 5 de noviembre | 18:00   |
| San Martín (SJ)         | 2 - 0     | Vélez Sarsfield     | Ingeniero Hilario Sánchez  | 5 de noviembre | 19:15   |
| Banfield                | 1 - 1     | Atlético de Rafaela | Florencio Sola             | 6 de noviembre | 14:00   |
| Tigre                   | 2 - 1     | Belgrano            | Monumental de Victoria     | 6 de noviembre | 16:00   |
| San Lorenzo             | 2 - 0     | Huracán             | Nuevo Gasómetro            | 6 de noviembre | 16:00   |
| Talleres (C)            | 1 - 0     | Patronato           | Mario Alberto Kempes       | 6 de noviembre | 18:00   |
| Rosario Central         | 0 - 0     | Independiente       | Gigante de Arroyito        | 6 de noviembre | 18:15   |
| Gimnasia y Esgrima (LP) | 0 - 3     | Boca Juniors        | Del Bosque                 | 6 de noviembre | 20:00   |
| Aldosivi                | 0 - 0     | Defensa y Justicia  | José María Minella         | 7 de noviembre | 19:00   |
| Atlético Tucumán        | 1 - 1     | Unión               | Monumental José Fierro     | 7 de noviembre | 21:15   |

| Fecha 10            | Fecha 10  | Fecha 10                | Fecha 10                    | Fecha 10        | Fecha 10 |
| Local               | Resultado | Visitante               | Estadio                     | Fecha           | Hora     |
| ------------------- | --------- | ----------------------- | --------------------------- | --------------- | -------- |
| Vélez Sarsfield     | 2 - 1     | Defensa y Justicia      | José Amalfitani             | 13 de noviembre | 16:00    |
| Arsenal             | 1 - 3     | Banfield                | El Viaducto                 | 18 de noviembre | 21:15    |
| Estudiantes (LP)    | 1 - 0     | Colón                   | Ciudad de La Plata          | 19 de noviembre | 17:00    |
| Godoy Cruz          | 2 - 1     | Tigre                   | Malvinas Argentinas         | 19 de noviembre | 18:00    |
| Lanús               | 1 - 0     | Atlético Tucumán        | Ciudad de Lanús             | 19 de noviembre | 18:00    |
| Unión               | 2 - 1     | Temperley               | 15 de Abril                 | 19 de noviembre | 18:00    |
| Huracán             | 1 - 1     | Racing Club             | Tomas A. Ducó               | 19 de noviembre | 20:00    |
| Quilmes             | 1 - 0     | Aldosivi                | Centenario                  | 20 de noviembre | 17:00    |
| Belgrano            | 1 - 2     | Sarmiento               | Mario Alberto Kempes        | 20 de noviembre | 17:00    |
| Independiente       | 1 - 2     | San Lorenzo             | Libertadores de América     | 20 de noviembre | 17:00    |
| Boca Juniors        | 1 - 1     | Rosario Central         | La Bombonera                | 20 de noviembre | 18:30    |
| Atlético de Rafaela | 0 - 1     | Talleres (C)            | Nuevo Monumental            | 20 de noviembre | 19:15    |
| Newell's Old Boys   | 1 - 0     | River Plate             | Marcelo Bielsa              | 20 de noviembre | 20:00    |
| Olimpo              | 0 - 0     | Gimnasia y Esgrima (LP) | Roberto N. Carminatti       | 21 de noviembre | 19:00    |
| Patronato           | 3 - 0     | San Martín (SJ)         | Presbítero Bartolomé Grella | 21 de noviembre | 21:15    |

| Fecha 11                | Fecha 11  | Fecha 11            | Fecha 11                   | Fecha 11        | Fecha 11 |
| Local                   | Resultado | Visitante           | Estadio                    | Fecha           | Hora     |
| ----------------------- | --------- | ------------------- | -------------------------- | --------------- | -------- |
| Temperley               | 1 - 3     | Lanús               | Alfredo Beranger           | 25 de noviembre | 19:00    |
| Talleres (C)            | 0 - 0     | Arsenal             | Mario Alberto Kempes       | 25 de noviembre | 21:15    |
| Colón                   | 1 - 2     | Newell's Old Boys   | Brigadier Estanislao López | 26 de noviembre | 17:00    |
| Tigre                   | 3 - 0     | Quilmes             | Monumental de Victoria     | 26 de noviembre | 17:00    |
| Banfield                | 3 - 2     | Estudiantes (LP)    | Florencio Sola             | 26 de noviembre | 18:30    |
| Rosario Central         | 1 - 1     | Olimpo              | Gigante de Arroyito        | 26 de noviembre | 20:00    |
| Atlético Tucumán        | 0 - 0     | Belgrano            | Monumental José Fierro     | 26 de noviembre | 20:00    |
| River Plate             | 1 - 0     | Huracán             | Monumental                 | 27 de noviembre | 17:00    |
| Aldosivi                | 0 - 0     | Vélez Sarsfield     | José María Minella         | 27 de noviembre | 17:00    |
| Sarmiento               | 2 - 2     | Godoy Cruz          | Eva Perón                  | 27 de noviembre | 18:00    |
| San Lorenzo             | 1 - 2     | Boca Juniors        | Nuevo Gasómetro            | 27 de noviembre | 18:30    |
| Racing Club             | 3 - 0     | Independiente       | El Cilindro                | 27 de noviembre | 20:00    |
| Defensa y Justicia      | 1 - 2     | Patronato           | Norberto Tomaghello        | 28 de noviembre | 17:00    |
| Gimnasia y Esgrima (LP) | 1 - 1     | Unión               | Del Bosque                 | 28 de noviembre | 19:10    |
| San Martín (SJ)         | 0 - 3     | Atlético de Rafaela | Ingeniero Hilario Sánchez  | 28 de noviembre | 21:20    |

| Fecha 12            | Fecha 12  | Fecha 12                | Fecha 12                    | Fecha 12       | Fecha 12 |
| Local               | Resultado | Visitante               | Estadio                     | Fecha          | Hora     |
| ------------------- | --------- | ----------------------- | --------------------------- | -------------- | -------- |
| Quilmes             | 1 - 3     | Sarmiento               | Centenario                  | 2 de diciembre | 21:15    |
| Huracán             | 1 - 3     | Colón                   | Tomas A. Ducó               | 3 de diciembre | 17:00    |
| Atlético de Rafaela | 0 - 1     | Defensa y Justicia      | Nuevo Monumental            | 3 de diciembre | 17:45    |
| Newell's Old Boys   | 0 - 2     | Banfield                | Marcelo Bielsa              | 3 de diciembre | 18:00    |
| Tigre               | 1 - 1     | Aldosivi                | Monumental de Victoria      | 3 de diciembre | 18:00    |
| Godoy Cruz          | 1 - 2     | Atlético Tucumán        | Malvinas Argentinas         | 3 de diciembre | 20:00    |
| Olimpo              | 1 - 2     | San Lorenzo             | Roberto N. Carminatti       | 3 de diciembre | 20:00    |
| Unión               | 2 - 0     | Rosario Central         | 15 de Abril                 | 4 de diciembre | 17:00    |
| Estudiantes (LP)    | 0 - 0     | Talleres (C)            | Ciudad de La Plata          | 4 de diciembre | 17:00    |
| Boca Juniors        | 4 - 2     | Racing Club             | La Bombonera                | 4 de diciembre | 18:00    |
| Patronato           | 0 - 0     | Vélez Sarsfield         | Presbítero Bartolomé Grella | 4 de diciembre | 18:00    |
| Belgrano            | 0 - 0     | Temperley               | Mario Alberto Kempes        | 4 de diciembre | 19:15    |
| Independiente       | 1 - 0     | River Plate             | Libertadores de América     | 4 de diciembre | 20:10    |
| Arsenal             | 0 - 0     | San Martín (SJ)         | El Viaducto                 | 5 de diciembre | 19:00    |
| Lanús               | 1 - 0     | Gimnasia y Esgrima (LP) | Ciudad de Lanús             | 5 de diciembre | 21:15    |

| Fecha 13                | Fecha 13  | Fecha 13            | Fecha 13                   | Fecha 13        | Fecha 13 |
| Local                   | Resultado | Visitante           | Estadio                    | Fecha           | Hora     |
| ----------------------- | --------- | ------------------- | -------------------------- | --------------- | -------- |
| Aldosivi                | 1 - 1     | Patronato           | José María Minella         | 9 de diciembre  | 17:00    |
| Sarmiento               | 2 - 0     | Tigre               | Eva Perón                  | 9 de diciembre  | 19:10    |
| Temperley               | 1 - 0     | Godoy Cruz          | Alfredo Beranger           | 9 de diciembre  | 21:15    |
| Vélez Sarsfield         | 2 - 0     | Atlético de Rafaela | José Amalfitani            | 10 de diciembre | 17:00    |
| Talleres (C)            | 1 - 1     | Newell's Old Boys   | Mario Alberto Kempes       | 10 de diciembre | 17:00    |
| San Lorenzo             | 3 - 2     | Unión               | Nuevo Gasómetro            | 10 de diciembre | 17:00    |
| Gimnasia y Esgrima (LP) | 1 - 1     | Belgrano            | Del Bosque                 | 10 de diciembre | 19:15    |
| Racing Club             | 0 - 2     | Olimpo              | El Cilindro                | 10 de diciembre | 20:00    |
| River Plate             | 2 - 4     | Boca Juniors        | Monumental                 | 11 de diciembre | 17:00    |
| San Martín (SJ)         | 3 - 2     | Estudiantes (LP)    | Ingeniero Hilario Sánchez  | 11 de diciembre | 19:00    |
| Banfield                | 1 - 0     | Huracán             | Florencio Sola             | 11 de diciembre | 19:00    |
| Colón                   | 0 - 2     | Independiente       | Brigadier Estanislao López | 11 de diciembre | 19:15    |
| Rosario Central         | 1 - 2     | Lanús               | Gigante de Arroyito        | 11 de diciembre | 20:00    |
| Atlético Tucumán        | 3 - 0     | Quilmes             | Monumental José Fierro     | 11 de diciembre | 21:15    |
| Defensa y Justicia      | 2 - 0     | Arsenal             | Norberto Tomaghello        | 12 de diciembre | 21:15    |

| Fecha 14            | Fecha 14  | Fecha 14                | Fecha 14                | Fecha 14        | Fecha 14 |
| Local               | Resultado | Visitante               | Estadio                 | Fecha           | Hora     |
| ------------------- | --------- | ----------------------- | ----------------------- | --------------- | -------- |
| Huracán             | 1 - 0     | Talleres (C)            | Tomás A. Ducó           | 16 de diciembre | 19:00    |
| Godoy Cruz          | 0 - 3     | Gimnasia y Esgrima (LP) | Malvinas Argentinas     | 16 de diciembre | 21:15    |
| Estudiantes (LP)    | 1 - 2     | Defensa y Justicia      | Ciudad de La Plata      | 17 de diciembre | 17:00    |
| Sarmiento           | 0 - 2     | Aldosivi                | Eva Perón               | 17 de diciembre | 17:00    |
| Unión               | 1 - 0     | Racing Club             | 15 de Abril             | 17 de diciembre | 18:15    |
| Atlético de Rafaela | 3 - 0     | Patronato               | Nuevo Monumental        | 17 de diciembre | 19:30    |
| Independiente       | 0 - 1     | Banfield                | Libertadores de América | 17 de diciembre | 20:00    |
| Lanús               | 2 - 2     | San Lorenzo             | Ciudad de Lanús         | 18 de diciembre | 17:00    |
| Belgrano            | 0 - 2     | Rosario Central         | Mario Alberto Kempes    | 18 de diciembre | 17:00    |
| Arsenal             | 2 - 1     | Vélez Sarsfield         | El Viaducto             | 18 de diciembre | 18:00    |
| Boca Juniors        | 4 - 1     | Colón                   | La Bombonera            | 18 de diciembre | 18:30    |
| Newell's Old Boys   | 6 - 1     | San Martín (SJ)         | Marcelo Bielsa          | 18 de diciembre | 19:30    |
| Olimpo              | 1 - 2     | River Plate             | Roberto N. Carminatti   | 18 de diciembre | 20:00    |
| Quilmes             | 1 - 0     | Temperley               | Centenario              | 19 de diciembre | 19:00    |
| Tigre               | 0 - 0     | Atlético Tucumán        | Monumental de Victoria  | 19 de diciembre | 21:15    |

| Fecha 15                | Fecha 15  | Fecha 15            | Fecha 15                    | Fecha 15    | Fecha 15 |
| Local                   | Resultado | Visitante           | Estadio                     | Fecha       | Hora     |
| ----------------------- | --------- | ------------------- | --------------------------- | ----------- | -------- |
| Vélez Sarsfield         | 3 - 2     | Estudiantes (LP)    | José Amalfitani             | 9 de marzo  | 21:00    |
| Patronato               | 4 - 2     | Arsenal             | Presbítero Bartolomé Grella | 10 de marzo | 21:00    |
| Defensa y Justicia      | 1 - 0     | Newell's Old Boys   | Norberto Tomaghello         | 11 de marzo | 17:00    |
| San Lorenzo             | 2 - 1     | Belgrano            | Nuevo Gasómetro             | 11 de marzo | 17:00    |
| Banfield                | 0 - 2     | Boca Juniors        | Florencio Sola              | 11 de marzo | 19:10    |
| San Martín (SJ)         | 0 - 1     | Huracán             | Ingeniero Hilario Sánchez   | 11 de marzo | 20:00    |
| Talleres (C)            | 0 - 2     | Independiente       | Mario Alberto Kempes        | 11 de marzo | 21:10    |
| Racing Club             | 3 - 0     | Lanús               | El Cilindro                 | 12 de marzo | 17:00    |
| Gimnasia y Esgrima (LP) | 3 - 1     | Quilmes             | Del Bosque                  | 12 de marzo | 17:00    |
| Temperley               | 3 - 1     | Tigre               | Alfredo Beranger            | 12 de marzo | 17:00    |
| River Plate             | 0 - 0     | Unión               | Monumental                  | 12 de marzo | 19:10    |
| Rosario Central         | 0 - 1     | Godoy Cruz          | Gigante de Arroyito         | 12 de marzo | 19:10    |
| Atlético Tucumán        | 2 - 1     | Sarmiento           | Monumental José Fierro      | 12 de marzo | 21:20    |
| Aldosivi                | 1 - 0     | Atlético de Rafaela | José María Minella          | 13 de marzo | 19:00    |
| Colón                   | 1 - 1     | Olimpo              | Brigadier Estanislao López  | 13 de marzo | 21:15    |

| Fecha 16          | Fecha 16  | Fecha 16                | Fecha 16                | Fecha 16    | Fecha 16 |
| Local             | Resultado | Visitante               | Estadio                 | Fecha       | Hora     |
| ----------------- | --------- | ----------------------- | ----------------------- | ----------- | -------- |
| Quilmes           | 0 - 1     | Rosario Central         | Centenario              | 17 de marzo | 21:00    |
| Unión             | 0 - 2     | Colón                   | 15 de Abril             | 18 de marzo | 16:00    |
| Newell's Old Boys | 3 - 0     | Vélez Sarsfield         | Marcelo Bielsa          | 18 de marzo | 17:00    |
| Tigre             | 0 - 1     | Gimnasia y Esgrima (LP) | Monumental de Victoria  | 18 de marzo | 18:15    |
| Independiente     | 0 - 0     | San Martín (SJ)         | Libertadores de América | 18 de marzo | 19:30    |
| Huracán           | 2 - 0     | Defensa y Justicia      | Tomas A. Ducó           | 18 de marzo | 20:30    |
| Belgrano          | 2 - 0     | Racing Club             | Juan Domingo Perón      | 19 de marzo | 15:00    |
| Sarmiento         | 2 - 1     | Temperley               | Eva Perón               | 19 de marzo | 17:10    |
| Estudiantes (LP)  | 1 - 0     | Patronato               | Ciudad de La Plata      | 19 de marzo | 17:15    |
| Godoy Cruz        | 2 - 0     | San Lorenzo             | Malvinas Argentinas     | 19 de marzo | 17:15    |
| Olimpo            | 1 - 0     | Banfield                | Roberto N. Carminatti   | 19 de marzo | 19:20    |
| Boca Juniors      | 1 - 2     | Talleres (C)            | La Bombonera            | 19 de marzo | 19:30    |
| Arsenal           | 1 - 2     | Atlético de Rafaela     | El Viaducto             | 20 de marzo | 19:00    |
| Atlético Tucumán  | 0 - 0     | Aldosivi                | Monumental José Fierro  | 20 de marzo | 21:15    |
| Lanús             | 1 - 3     | River Plate             | Ciudad de Lanús         | 21 de marzo | 21:15    |

| Fecha 17                | Fecha 17  | Fecha 17          | Fecha 17                    | Fecha 17     | Fecha 17     |
| Local                   | Resultado | Visitante         | Estadio                     | Fecha        | Hora         |
| ----------------------- | --------- | ----------------- | --------------------------- | ------------ | ------------ |
| Patronato               | 1 - 1     | Newell's Old Boys | Presbítero Bartolomé Grella | 24 de marzo  | 21:00        |
| Banfield                | 3 - 1     | Unión             | Florencio Sola              | 25 de marzo  | 16:00        |
| Rosario Central         | 1 - 0     | Tigre             | Gigante de Arroyito         | 25 de marzo  | 16:00        |
| San Lorenzo             | 3 - 0     | Quilmes           | Nuevo Gasómetro             | 25 de marzo  | 18:00        |
| Gimnasia y Esgrima (LP) | 1 - 0     | Sarmiento         | Del Bosque                  | 25 de marzo  | 18:15        |
| Racing Club             | 2 - 1     | Godoy Cruz        | El Cilindro                 | 25 de marzo  | 20:00        |
| Atlético de Rafaela     | 2 - 2     | Estudiantes (LP)  | Nuevo Monumental            | 25 de marzo  | 20:30        |
| Colón                   | 1 - 0     | Lanús             | Brigadier Estanislao López  | 26 de marzo  | 16:00        |
| San Martín (SJ)         | 1 - 2     | Boca Juniors      | Estadio Bicentenario        | 26 de marzo  | 16:30        |
| River Plate             | 2 - 1     | Belgrano          | Monumental                  | 26 de marzo  | 18:30        |
| Temperley               | 2 - 2     | Atlético Tucumán  | Alfredo Beranger            | 26 de marzo  | 18:30        |
| Aldosivi                | 2 - 1     | Arsenal           | José María Minella          | 26 de marzo  | 20:40        |
| Vélez Sarsfield         | 1 - 1     | Huracán           | José Amalfitani             | 27 de marzo  | 19:00        |
| Talleres (C)            | 1 - 0     | Olimpo            | Mario Alberto Kempes        | 27 de marzo  | 21:15        |
| Defensa y Justicia      | -         | Independiente     | Norberto Tomaghello         | A determinar | A determinar |

| Fecha 18          | Fecha 18  | Fecha 18                | Fecha 18                | Fecha 18    | Fecha 18 |
| Local             | Resultado | Visitante               | Estadio                 | Fecha       | Hora     |
| ----------------- | --------- | ----------------------- | ----------------------- | ----------- | -------- |
| Atlético Tucumán  | 0 - 1     | Gimnasia y Esgrima (LP) | Monumental José Fierro  | 31 de marzo | 21:00    |
| Independiente     | 1 - 1     | Vélez Sarsfield         | Libertadores de América | 31 de marzo | 21:15    |
| Newell's Old Boys | 1 - 0     | Atlético de Rafaela     | Marcelo Bielsa          | 1 de abril  | 16:00    |
| Temperley         | 1 - 0     | Aldosivi                | Alfredo Beranger        | 1 de abril  | 17:00    |
| Quilmes           | 2 - 3     | Racing Club             | Centenario              | 1 de abril  | 18:00    |
| Belgrano          | 0 - 1     | Colón                   | Mario Alberto Kempes    | 1 de abril  | 19:15    |
| Boca Juniors      | 1 - 0     | Defensa y Justicia      | La Bombonera            | 1 de abril  | 20:00    |
| Estudiantes (LP)  | 2 - 0     | Arsenal                 | Ciudad de La Plata      | 2 de abril  | 15:00    |
| Lanús             | 4 - 2     | Banfield                | Ciudad de Lanús         | 2 de abril  | 16:15    |
| Sarmiento         | 2 - 2     | Rosario Central         | Eva Perón               | 2 de abril  | 17:15    |
| Tigre             | 4 - 3     | San Lorenzo             | Monumental de Victoria  | 2 de abril  | 18:15    |
| Huracán           | 0 - 0     | Patronato               | Tomás A. Ducó           | 2 de abril  | 19:30    |
| Godoy Cruz        | 1 - 2     | River Plate             | Malvinas Argentinas     | 2 de abril  | 20:15    |
| Olimpo            | 0 - 0     | San Martín (SJ)         | Roberto N. Carminatti   | 3 de abril  | 19:00    |
| Unión             | 4 - 2     | Talleres (C)            | 15 de Abril             | 3 de abril  | 21:15    |

| Fecha 19                | Fecha 19  | Fecha 19          | Fecha 19                    | Fecha 19    | Fecha 19 |
| Local                   | Resultado | Visitante         | Estadio                     | Fecha       | Hora     |
| ----------------------- | --------- | ----------------- | --------------------------- | ----------- | -------- |
| Aldosivi                | 1 - 4     | Estudiantes (LP)  | José María Minella          | 7 de abril  | 19:00    |
| Colón                   | 1 - 0     | Godoy Cruz        | Brigadier Estanislao López  | 7 de abril  | 21:15    |
| Rosario Central         | 2 - 1     | Atlético Tucumán  | Gigante de Arroyito         | 7 de abril  | 21:15    |
| Arsenal                 | 0 - 1     | Newell's Old Boys | El Viaducto                 | 8 de abril  | 14:00    |
| San Lorenzo             | 1 - 0     | Sarmiento         | Nuevo Gasómetro             | 8 de abril  | 16:00    |
| Atlético de Rafaela     | 1 - 1     | Huracán           | Nuevo Monumental            | 8 de abril  | 17:15    |
| Racing Club             | 4 - 1     | Tigre             | El Cilindro                 | 8 de abril  | 18:00    |
| Talleres (C)            | 3 - 1     | Lanús             | Mario Alberto Kempes        | 8 de abril  | 19:30    |
| Banfield                | 2 - 0     | Belgrano          | Florencio Sola              | 9 de abril  | 14:00    |
| Patronato               | 0 - 5     | Independiente     | Presbítero Bartolomé Grella | 9 de abril  | 16:15    |
| San Martín (SJ)         | 0 - 0     | Unión             | Ingeniero Hilario Sánchez   | 9 de abril  | 17:00    |
| River Plate             | 2 - 0     | Quilmes           | Monumental                  | 9 de abril  | 18:15    |
| Vélez Sarsfield         | 1 - 3     | Boca Juniors      | José Amalfitani             | 9 de abril  | 20:15    |
| Defensa y Justicia      | 1 - 1     | Olimpo            | Norberto Tomaghello         | 10 de abril | 19:00    |
| Gimnasia y Esgrima (LP) | 1 - 1     | Temperley         | Del Bosque                  | 10 de abril | 21:15    |

| Fecha 20                | Fecha 20  | Fecha 20            | Fecha 20                | Fecha 20    | Fecha 20 |
| Local                   | Resultado | Visitante           | Estadio                 | Fecha       | Hora     |
| ----------------------- | --------- | ------------------- | ----------------------- | ----------- | -------- |
| Huracán                 | 1 - 2     | Arsenal             | Tomas A. Ducó           | 14 de abril | 19:00    |
| Lanús                   | 0 - 0     | San Martín (SJ)     | Ciudad de Lanús         | 14 de abril | 21:15    |
| Newell's Old Boys       | 0 - 0     | Estudiantes (LP)    | Marcelo Bielsa          | 15 de abril | 11:00    |
| Belgrano                | 1 - 1     | Talleres (C)        | Mario Alberto Kempes    | 15 de abril | 16:00    |
| Independiente           | 1 - 1     | Atlético de Rafaela | Libertadores de América | 15 de abril | 18:00    |
| Olimpo                  | 0 - 1     | Vélez Sarsfield     | Roberto N. Carminatti   | 15 de abril | 19:00    |
| Sarmiento               | 1 - 2     | Racing Club         | Eva Perón               | 15 de abril | 20:00    |
| Godoy Cruz              | 3 - 1     | Banfield            | Malvinas Argentinas     | 16 de abril | 16:00    |
| Atlético Tucumán        | 1 - 0     | San Lorenzo         | Monumental José Fierro  | 16 de abril | 16:15    |
| Boca Juniors            | 1 - 1     | Patronato           | La Bombonera            | 16 de abril | 18:15    |
| Quilmes                 | 0 - 1     | Colón               | Centenario              | 16 de abril | 18:20    |
| Tigre                   | 0 - 2     | River Plate         | Monumental de Victoria  | 16 de abril | 20:15    |
| Unión                   | 0 - 2     | Defensa y Justicia  | 15 de Abril             | 16 de abril | 20:30    |
| Temperley               | 1 - 2     | Rosario Central     | Alfredo Beranger        | 17 de abril | 19:00    |
| Gimnasia y Esgrima (LP) | 1 - 0     | Aldosivi            | Del Bosque              | 17 de abril | 21:15    |

| Fecha 21            | Fecha 21  | Fecha 21                | Fecha 21                    | Fecha 21    | Fecha 21 |
| Local               | Resultado | Visitante               | Estadio                     | Fecha       | Hora     |
| ------------------- | --------- | ----------------------- | --------------------------- | ----------- | -------- |
| San Lorenzo         | 0 - 1     | Temperley               | Nuevo Gasómetro             | 21 de abril | 21:15    |
| Aldosivi            | 0 - 3     | Newell's Old Boys       | José María Minella          | 22 de abril | 14:00    |
| Racing Club         | 4 - 3     | Atlético Tucumán        | El Cilindro                 | 22 de abril | 16:00    |
| Banfield            | 2 - 0     | Quilmes                 | Florencio Sola              | 22 de abril | 16:10    |
| Defensa y Justicia  | 1 - 0     | Lanús                   | Norberto Tomaghello         | 22 de abril | 16:15    |
| Vélez Sarsfield     | 2 - 1     | Unión                   | José Amalfitani             | 22 de abril | 18:20    |
| Rosario Central     | 2 - 1     | Gimnasia y Esgrima (LP) | Gigante de Arroyito         | 22 de abril | 20:30    |
| Estudiantes (LP)    | 1 - 1     | Huracán                 | Ciudad de La Plata          | 23 de abril | 15:15    |
| Atlético de Rafaela | 0 - 0     | Boca Juniors            | Nuevo Monumental            | 23 de abril | 16:15    |
| San Martín (SJ)     | 2 - 1     | Belgrano                | Ingeniero Hilario Sánchez   | 23 de abril | 17:00    |
| River Plate         | 1 - 1     | Sarmiento               | Monumental                  | 23 de abril | 18:15    |
| Talleres (C)        | 1 - 0     | Godoy Cruz              | Mario Alberto Kempes        | 23 de abril | 19:30    |
| Arsenal             | 0 - 2     | Independiente           | El Viaducto                 | 23 de abril | 20:15    |
| Patronato           | 3 - 4     | Olimpo                  | Presbítero Bartolomé Grella | 24 de abril | 19:00    |
| Colón               | 2 - 1     | Tigre                   | Brigadier Estanislao López  | 24 de abril | 21:15    |

| Fecha 22                | Fecha 22  | Fecha 22            | Fecha 22                | Fecha 22    | Fecha 22 |
| Local                   | Resultado | Visitante           | Estadio                 | Fecha       | Hora     |
| ----------------------- | --------- | ------------------- | ----------------------- | ----------- | -------- |
| Quilmes                 | 1 - 0     | Talleres (C)        | Centenario              | 28 de abril | 19:00    |
| Independiente           | 2 - 2     | Estudiantes (LP)    | Libertadores de América | 28 de abril | 21:15    |
| Gimnasia y Esgrima (LP) | 0 - 1     | San Lorenzo         | Del Bosque              | 29 de abril | 16:00    |
| Huracán                 | 0 - 1     | Newell's Old Boys   | Tomas A. Ducó           | 29 de abril | 16:00    |
| Sarmiento               | 0 - 4     | Colón               | Eva Perón               | 29 de abril | 16:10    |
| Tigre                   | 0 - 1     | Banfield            | Monumental de Victoria  | 29 de abril | 18:20    |
| Temperley               | 3 - 0     | Racing Club         | Alfredo Beranger        | 29 de abril | 20:00    |
| Unión                   | 0 - 0     | Patronato           | 15 de Abril             | 29 de abril | 20:30    |
| Godoy Cruz              | 0 - 0     | San Martín (SJ)     | Malvinas Argentinas     | 30 de abril | 16:00    |
| Rosario Central         | 2 - 0     | Aldosivi            | Gigante de Arroyito     | 30 de abril | 17:00    |
| Boca Juniors            | 3 - 0     | Arsenal             | La Bombonera            | 30 de abril | 19:10    |
| Olimpo                  | 1 - 2     | Atlético de Rafaela | Roberto N. Carminatti   | 30 de abril | 19:30    |
| Atlético Tucumán        | -         | River Plate         | Monumental José Fierro  | 30 de abril |          |
| Belgrano                | 0 - 1     | Defensa y Justicia  | Mario Alberto Kempes    | 2 de mayo   | 16:30    |
| Lanús                   | 2 - 0     | Vélez Sarsfield     | Ciudad de Lanús         | 2 de mayo   | 21:00    |

| Fecha 23            | Fecha 23  | Fecha 23                | Fecha 23                    | Fecha 23  | Fecha 23 |
| Local               | Resultado | Visitante               | Estadio                     | Fecha     | Hora     |
| ------------------- | --------- | ----------------------- | --------------------------- | --------- | -------- |
| San Martín (SJ)     | 1 - 0     | Quilmes                 | Ingeniero Hilario Sánchez   | 5 de mayo | 21:00    |
| Talleres (C)        | 1 - 2     | Tigre                   | Mario Alberto Kempes        | 5 de mayo | 21:15    |
| Patronato           | 0 - 2     | Lanús                   | Presbítero Bartolomé Grella | 6 de mayo | 16:00    |
| Racing Club         | 1 - 0     | Gimnasia y Esgrima (LP) | El Cilindro                 | 6 de mayo | 17:00    |
| Atlético de Rafaela | 3 - 0     | Unión                   | Nuevo Monumental            | 6 de mayo | 19:00    |
| Estudiantes (LP)    | 0 - 0     | Boca Juniors            | Ciudad de La Plata          | 6 de mayo | 20:15    |
| River Plate         | 4 - 1     | Temperley               | Monumental                  | 6 de mayo | 20:15    |
| Aldosivi            | 0 - 3     | Huracán                 | José María Minella          | 7 de mayo | 15:15    |
| Arsenal             | -         | Olimpo                  | El Viaducto                 | 7 de mayo | 15:45    |
| Defensa y Justicia  | 0 - 0     | Godoy Cruz              | Norberto Tomaghello         | 7 de mayo | 18:00    |
| San Lorenzo         | 2 - 1     | Rosario Central         | Nuevo Gasómetro             | 7 de mayo | 18:15    |
| Colón               | 2 - 2     | Atlético Tucumán        | Brigadier Estanislao López  | 7 de mayo | 20:15    |
| Newell's Old Boys   | 2 - 4     | Independiente           | Marcelo Bielsa              | 7 de mayo | 20:15    |
| Banfield            | 2 - 0     | Sarmiento               | Florencio Sola              | 8 de mayo | 20:10    |
| Vélez Sarsfield     | 1 - 2     | Belgrano                | José Amalfitani             | 8 de mayo | 21:15    |

| Fecha 24            | Fecha 24  | Fecha 24                | Fecha 24                    | Fecha 24   | Fecha 24 |
| Local               | Resultado | Visitante               | Estadio                     | Fecha      | Hora     |
| ------------------- | --------- | ----------------------- | --------------------------- | ---------- | -------- |
| San Martín (SJ)     | 1 - 2     | Godoy Cruz              | Ingeniero Hilario Sánchez   | 12 de mayo | 21:15    |
| Estudiantes (LP)    | 1 - 0     | Gimnasia y Esgrima (LP) | Centenario                  | 13 de mayo | 14:00    |
| Talleres (C)        | 1 - 1     | Belgrano                | Mario Alberto Kempes        | 13 de mayo | 14:00    |
| Banfield            | 1 - 0     | Lanús                   | Florencio Sola              | 13 de mayo | 16:00    |
| Atlético de Rafaela | 1 - 0     | Atlético Tucumán        | Nuevo Monumental            | 13 de mayo | 17:15    |
| Huracán             | 0 - 1     | San Lorenzo             | Tomás A. Ducó               | 13 de mayo | 18:00    |
| Olimpo              | 2 - 0     | Aldosivi                | Roberto N. Carminatti       | 13 de mayo | 19:30    |
| Colón               | 1 - 1     | Unión                   | Brigadier Estanislao López  | 14 de mayo | 14:00    |
| Newell's Old Boys   | 1 - 3     | Rosario Central         | Marcelo Bielsa              | 14 de mayo | 15:00    |
| Boca Juniors        | 1 - 3     | River Plate             | La Bombonera                | 14 de mayo | 17:00    |
| Independiente       | 2 - 0     | Racing Club             | Libertadores de América     | 14 de mayo | 19:00    |
| Patronato           | 2 - 2     | Sarmiento               | Presbítero Bartolomé Grella | 14 de mayo | 19:15    |
| Arsenal             | 2 - 0     | Temperley               | El Viaducto                 | 15 de mayo | 19:00    |
| Defensa y Justicia  | 2 - 0     | Quilmes                 | Norberto Tomaghello         | 15 de mayo | 19:00    |
| Vélez Sarsfield     | 2 - 1     | Tigre                   | José Amalfitani             | 15 de mayo | 21:15    |

| Fecha 25                | Fecha 25  | Fecha 25            | Fecha 25                | Fecha 25   | Fecha 25 |
| Local                   | Resultado | Visitante           | Estadio                 | Fecha      | Hora     |
| ----------------------- | --------- | ------------------- | ----------------------- | ---------- | -------- |
| Atlético Tucumán        | 3 - 0     | Banfield            | Monumental José Fierro  | 19 de mayo | 21:15    |
| Belgrano                | 1 - 1     | Patronato           | Mario Alberto Kempes    | 20 de mayo | 14:00    |
| Lanús                   | 2 - 0     | Atlético de Rafaela | Ciudad de Lanús         | 20 de mayo | 16:15    |
| Sarmiento               | 1 - 4     | Talleres            | Eva Perón               | 20 de mayo | 17:15    |
| Boca Juniors            | 1 - 0     | Newell's Old Boys   | La Bombonera            | 20 de mayo | 18:00    |
| Tigre                   | 1 - 1     | San Martín (SJ)     | Monumental de Victoria  | 20 de mayo | 19:30    |
| Unión                   | 0 - 1     | Arsenal             | 15 de Abril             | 20 de mayo | 20:00    |
| Independiente           | 2 - 1     | Huracán             | Libertadores de América | 20 de mayo | 20:15    |
| Godoy Cruz              | 3 - 0     | Vélez Sarsfield     | Malvinas Argentinas     | 21 de mayo | 15:00    |
| San Lorenzo             | 0 - 1     | Aldosivi            | Nuevo Gasómetro         | 21 de mayo | 16:15    |
| Temperley               | 3 - 0     | Colón               | Alfredo Beranger        | 21 de mayo | 17:00    |
| Quilmes                 | 0 - 2     | Defensa y Justicia  | Centenario              | 21 de mayo | 19:15    |
| Rosario Central         | 4 - 1     | Racing Club         | Gigante de Arroyito     | 21 de mayo | 20:15    |
| Olimpo                  | 3 - 1     | Estudiantes (LP)    | Roberto N. Carminatti   | 22 de mayo | 19:00    |
| Gimnasia y Esgrima (LP) | 0 - 3     | River Plate         | Del Bosque              | 22 de mayo | 21:15    |

| Fecha 26            | Fecha 26  | Fecha 26                | Fecha 26                    | Fecha 26   | Fecha 26 |
| Local               | Resultado | Visitante               | Estadio                     | Fecha      | Hora     |
| ------------------- | --------- | ----------------------- | --------------------------- | ---------- | -------- |
| Aldosivi            | 0 - 0     | Independiente           | José María Minella          | 26 de mayo | 19:00    |
| Colón               | 1 - 2     | Gimnasia y Esgrima (LP) | Brigadier Estanislao López  | 27 de mayo | 14:00    |
| Banfield            | 3 - 1     | Temperley               | Florencio Sola              | 27 de mayo | 16:15    |
| Newell's Old Boys   | 3 - 2     | Olimpo                  | Marcelo Bielsa              | 27 de mayo | 17:15    |
| Huracán             | 1 - 1     | Boca Juniors            | Tomas A. Ducó               | 27 de mayo | 19:30    |
| San Martín (SJ)     | 4 - 2     | Sarmiento               | Ingeniero Hilario Sánchez   | 27 de mayo | 19:30    |
| Racing Club         | 2 - 1     | San Lorenzo             | El Cilindro                 | 27 de mayo | 21:15    |
| Defensa y Justicia  | 1 - 0     | Tigre                   | Norberto Tomaghello         | 28 de mayo | 14:00    |
| Arsenal             | 0 - 2     | Lanús                   | El Viaducto                 | 28 de mayo | 16:15    |
| Talleres (C)        | 2 - 1     | Atlético Tucumán        | Mario Alberto Kempes        | 28 de mayo | 17:00    |
| River Plate         | 0 - 0     | Rosario Central         | Monumental                  | 28 de mayo | 18:15    |
| Atlético de Rafaela | 1 - 2     | Belgrano                | Nuevo Monumental            | 28 de mayo | 18:30    |
| Patronato           | 0 - 3     | Godoy Cruz              | Presbítero Bartolomé Grella | 28 de mayo | 20:45    |
| Estudiantes (LP)    | 2 - 0     | Unión                   | Centenario                  | 29 de mayo | 19:00    |
| Vélez Sarsfield     | 0 - 0     | Quilmes                 | José Amalfitani             | 29 de mayo | 21:15    |

| Fecha 27                | Fecha 27  | Fecha 27            | Fecha 27               | Fecha 27   | Fecha 27 |
| Local                   | Resultado | Visitante           | Estadio                | Fecha      | Hora     |
| ----------------------- | --------- | ------------------- | ---------------------- | ---------- | -------- |
| Sarmiento               | 1 - 0     | Defensa y Justicia  | Eva Perón              | 2 de junio | 19:00    |
| Godoy Cruz              | 0 - 2     | Atlético de Rafaela | Malvinas Argentinas    | 2 de junio | 21:15    |
| Tigre                   | 0 - 3     | Vélez Sarsfield     | Monumental de Victoria | 3 de junio | 14:00    |
| Temperley               | 2 - 1     | Talleres (C)        | Alfredo Beranger       | 3 de junio | 16:15    |
| Rosario Central         | 0 - 0     | Colón               | Gigante de Arroyito    | 3 de junio | 17:15    |
| Unión                   | 2 - 1     | Newell's Old Boys   | 15 de Abril            | 3 de junio | 19:30    |
| Lanús                   | 1 - 0     | Estudiantes (LP)    | Ciudad de Lanús        | 3 de junio | 20:00    |
| San Lorenzo             | 2 - 1     | River Plate         | Nuevo Gasómetro        | 4 de junio | 14:00    |
| Gimnasia y Esgrima (LP) | 1 - 2     | Banfield            | Juan Carmelo Zerillo   | 4 de junio | 16:00    |
| Belgrano                | 1 - 2     | Arsenal             | Mario Alberto Kempes   | 4 de junio | 16:15    |
| Olimpo                  | 3 - 1     | Huracán             | Roberto N. Carminatti  | 4 de junio | 17:00    |
| Atlético Tucumán        | 1 - 2     | San Martín (SJ)     | Monumental José Fierro | 4 de junio | 18:30    |
| Boca Juniors            | 3 - 0     | Independiente       | La Bombonera           | 4 de junio | 19:00    |
| Quilmes                 | 0 - 1     | Patronato           | Centenario             | 5 de junio | 19:00    |
| Racing Club             | 1 - 1     | Aldosivi            | El Cilindro            | 5 de junio | 21:15    |

| Fecha 28                            | Fecha 28  | Fecha 28                  | Fecha 28                    | Fecha 28    | Fecha 28 |
| Local                               | Resultado | Visitante                 | Estadio                     | Fecha       | Hora     |
| ----------------------------------- | --------- | ------------------------- | --------------------------- | ----------- | -------- |
| Colón                               | 2 - 1     | San Lorenzo               | Brigadier Estanislao López  | 15 de junio | 21:30    |
| San Martín (SJ)                     | 0 - 1     | Temperley                 | Ingeniero Hilario Sánchez   | 16 de junio | 17:45    |
| Huracán                             | 1 - 0     | Unión                     | Tomas A. Ducó               | 16 de junio | 19:00    |
| Talleres (C)                        | 0 - 1     | Gimnasia y Esgrima (LP)   | Mario Alberto Kempes        | 16 de junio | 20:00    |
| Banfield                            | 3 - 1     | Rosario Central           | Florencio Sola              | 16 de junio | 21:15    |
| Arsenal                             | 1 - 2     | Godoy Cruz                | El Viaducto                 | 17 de junio | 14:00    |
| Estudiantes (LP)                    | 2 - 0     | Belgrano                  | Centenario                  | 17 de junio | 16:15    |
| Atlético de Rafaela 12px\|Descendió | 1 - 1     | Quilmes 12px\|Descendió   | Nuevo Monumental            | 17 de junio | 17:15    |
| Aldosivi                            | 0 - 4     | Boca Juniors              | José María Minella          | 17 de junio | 17:45    |
| Vélez Sarsfield                     | 5 - 1     | Sarmiento 12px\|Descendió | José Amalfitani             | 17 de junio | 19:30    |
| Newell's Old Boys                   | 1 - 1     | Lanús                     | Marcelo Bielsa              | 18 de junio | 14:00    |
| Patronato                           | 0 - 2     | Tigre                     | Presbítero Bartolomé Grella | 18 de junio | 14:45    |
| Independiente                       | 1 - 1     | Olimpo                    | Libertadores de América     | 18 de junio | 16:15    |
| Defensa y Justicia                  | 3 - 0     | Atlético Tucumán          | Norberto Tomaghello         | 18 de junio | 17:00    |
| River Plate                         | 2 - 3     | Racing Club               | Monumental                  | 18 de junio | 17:15    |

| Fecha 29                | Fecha 29  | Fecha 29                              | Fecha 29               | Fecha 29    | Fecha 29 |
| Local                   | Resultado | Visitante                             | Estadio                | Fecha       | Hora     |
| ----------------------- | --------- | ------------------------------------- | ---------------------- | ----------- | -------- |
| San Lorenzo             | 1 - 0     | Banfield                              | Nuevo Gasómetro        | 20 de junio | 18:00    |
| Gimnasia y Esgrima (LP) | 2 - 0     | San Martín (SJ)                       | Juan Carmelo Zerillo   | 20 de junio | 19:00    |
| Rosario Central         | 3 - 3     | Talleres (C)                          | Gigante de Arroyito    | 20 de junio | 21:15    |
| Quilmes                 | 2 - 2     | Arsenal                               | Centenario             | 21 de junio | 17:00    |
| Temperley               | 2 - 3     | Defensa y Justicia                    | Alfredo Beranger       | 21 de junio | 18:30    |
| Racing Club             | 1 - 0     | Colón                                 | El Cilindro            | 21 de junio | 19:10    |
| Olimpo                  | 2 - 2     | Boca Juniors 15px\|Campeón matemático | Roberto N. Carminatti  | 21 de junio | 19:45    |
| River Plate             | 1 - 0     | Aldosivi                              | Monumental             | 21 de junio | 21:30    |
| Belgrano                | 2 - 1     | Newell's Old Boys                     | Mario Alberto Kempes   | 22 de junio | 15:00    |
| Sarmiento               | 1 - 3     | Patronato                             | Eva Perón              | 22 de junio | 17:10    |
| Lanús                   | 2 - 0     | Huracán                               | Ciudad de Lanús        | 22 de junio | 17:10    |
| Tigre                   | 1 - 0     | Atlético de Rafaela                   | Monumental de Victoria | 22 de junio | 19:20    |
| Godoy Cruz              | 0 - 2     | Estudiantes (LP)                      | Malvinas Argentinas    | 22 de junio | 19:20    |
| Unión                   | 0 - 3     | Independiente                         | 15 de Abril            | 22 de junio | 21:30    |
| Atlético Tucumán        | 1 - 1     | Vélez Sarsfield                       | Monumental José Fierro | 22 de junio | 21:30    |

| Fecha 30                 | Fecha 30  | Fecha 30                | Fecha 30                    | Fecha 30    | Fecha 30 |
| Local                    | Resultado | Visitante               | Estadio                     | Fecha       | Hora     |
| ------------------------ | --------- | ----------------------- | --------------------------- | ----------- | -------- |
| Defensa y Justicia       | 1 - 0     | Gimnasia y Esgrima (LP) | Norberto Tomaghello         | 24 de junio | 16:00    |
| San Martín (SJ)          | 1 - 1     | Rosario Central         | Ingeniero Hilario Sánchez   | 24 de junio | 19:00    |
| Boca Juniors             | 2 - 1     | Unión                   | La Bombonera                | 25 de junio | 16:15    |
| Atlético de Rafaela      | 2 - 3     | Sarmiento               | Nuevo Monumental            | 25 de junio | 17:00    |
| Banfield                 | 1 - 3     | Racing Club             | Florencio Sola              | 25 de junio | 19:10    |
| Colón                    | 0 - 0     | River Plate             | Brigadier Estanislao López  | 25 de junio | 20:00    |
| Patronato                | 1 - 1     | Atlético Tucumán        | Presbítero Bartolomé Grella | 26 de junio | 18:00    |
| Arsenal                  | 2 - 1     | Tigre                   | El Viaducto                 | 26 de junio | 18:00    |
| Aldosivi 12px\|Descendió | 0 - 3     | Olimpo                  | José María Minella          | 26 de junio | 20:15    |
| Huracán                  | 0 - 0     | Belgrano                | Tomas A. Ducó               | 26 de junio | 20:15    |
| Vélez Sarsfield          | 0 - 0     | Temperley               | José Amalfitani             | 26 de junio | 20:15    |
| Estudiantes (LP)         | 1 - 0     | Quilmes                 | El Viaducto                 | 27 de junio | 18:00    |
| Newell's Old Boys        | 0 - 2     | Godoy Cruz              | Marcelo Bielsa              | 27 de junio | 18:00    |
| Independiente            | 1 - 1     | Lanús                   | Libertadores de América     | 27 de junio | 20:30    |
| Talleres (C)             | 1 - 1     | San Lorenzo             | Mario Alberto Kempes        | 27 de junio | 20:30    |

| 1. 2. 3. 4. 5. |

## Classificação

### Desempenho rodada a rodada
| Equipo / Fecha      | 1    | 2    | 3    | 4    | 5    | 6    | 7    | 8    | 9    | 10   | 11   | 12   | 13   | 14   | 15   | 16   | 17   | 18   | 19   | 20   | 21   | 22   | 23   | 24   | 25   | 26   | 27   | 28   | 29   | 30   |
| ------------------- | ---- | ---- | ---- | ---- | ---- | ---- | ---- | ---- | ---- | ---- | ---- | ---- | ---- | ---- | ---- | ---- | ---- | ---- | ---- | ---- | ---- | ---- | ---- | ---- | ---- | ---- | ---- | ---- | ---- | ---- |
| Aldosivi            | 27.º | 23.º | 27.º | 29.º | 22.º | 23.º | 27.º | 28.º | 27.º | 29.º | 29.º | 28.º | 28.º | 26.º | 24.º | 25.º | 20.º | 23.º | 25.º | 26.º | 27.º | 28.º | 28.º | 28.º | 26.º | 26.º | 27.º | 27.º | 27.º | 30.º |
| Arsenal             | 19.º | 28.º | 26.º | 26.º | 29.º | 30.º | 30.º | 30.º | 30.º | 30.º | 30.º | 30.º | 30.º | 30.º | 30.º | 30.º | 30.º | 30.º | 30.º | 30.º | 30.º | 30.º | 30.º | 30.º | 30.º | 30.º | 28.º | 29.º | 30.º | 27.º |
| Atlético de Rafaela | 19.º | 14.º | 10.º | 10.º | 12.º | 09.º | 11.º | 19.º | 18.º | 21.º | 17.º | 18.º | 21.º | 18.º | 20.º | 17.º | 18.º | 19.º | 18.º | 19.º | 20.º | 17.º | 15.º | 15.º | 16.º | 16.º | 16.º | 16.º | 16.º | 17.º |
| Atlético Tucumán    | 05.º | 03.º | 09.º | 12.º | 17.º | 11.º | 12.º | 17.º | 17.º | 20.º | 21.º | 17.º | 14.º | 13.º | 10.º | 12.º | 12.º | 13.º | 15.º | 14.º | 14.º | 16.º | 16.º | 18.º | 17.º | 17.º | 22.º | 22.º | 21.º | 21.º |
| Banfield            | 29.º | 26.º | 16.º | 16.º | 11.º | 14.º | 10.º | 12.º | 15.º | 13.º | 09.º | 07.º | 06.º | 05.º | 05.º | 05.º | 05.º | 09.º | 07.º | 09.º | 08.º | 08.º | 07.º | 05.º | 05.º | 04.º | 03.º | 02.º | 03.º | 05.º |
| Belgrano            | 19.º | 29.º | 29.º | 18.º | 20.º | 21.º | 28.º | 26.º | 26.º | 28.º | 28.º | 27.º | 27.º | 29.º | 29.º | 29.º | 29.º | 29.º | 29.º | 29.º | 29.º | 29.º | 29.º | 29.º | 29.º | 28.º | 30.º | 30.º | 29.º | 28.º |
| Boca Juniors        | 19.º | 12.º | 12.º | 08.º | 08.º | 04.º | 07.º | 03.° | 02.º | 04.º | 03.º | 02.º | 01.º | 01.º | 01.º | 01.º | 01.º | 01.º | 01.º | 01.º | 01.º | 01.º | 01.º | 01.º | 01.º | 01.º | 01.º | 01.º | 01.º | 01.º |
| Colón               | 03.º | 09.º | 05.º | 07.º | 07.º | 07.º | 09.º | 08.º | 06.º | 07.º | 10.º | 08.º | 10.º | 12.º | 14.º | 10.º | 09.º | 08.º | 06.º | 06.º | 06.º | 03.º | 04.º | 07.º | 08.º | 09.º | 10.º | 09.º | 10.º | 11.º |
| Defensa y Justicia  | 17.º | 23.º | 24.º | 22.º | 25.º | 20.º | 26.º | 25.º | 24.º | 27.º | 27.º | 23.º | 22.º | 19.º | 16.º | 18.º | 19.º | 22.º | 21.º | 17.º | 15.º | 14.º | 14.º | 14.º | 13.º | 13.º | 13.º | 11.º | 11.º | 10.º |
| Estudiantes (LP)    | 02.º | 02.º | 01.º | 01.º | 01.º | 01.º | 01.º | 01.º | 01.º | 01.º | 01.º | 01.º | 02.º | 04.º | 04.º | 04.º | 04.º | 03.º | 03.º | 03.º | 03.º | 04.º | 08.º | 06.º | 07.º | 05.º | 07.º | 04.º | 04.º | 03.º |
| Gimnasia (LP)       | 03.º | 04.º | 08.º | 09.º | 10.º | 13.º | 08.º | 10.º | 14.º | 17.º | 18.º | 19.º | 20.º | 16.º | 12.º | 09.º | 08.º | 07.º | 08.º | 07.º | 10.º | 11.º | 12.º | 13.º | 14.º | 15.º | 14.º | 14.º | 13.º | 13.º |
| Godoy Cruz          | 05.º | 17.º | 17.º | 20.º | 14.º | 17.º | 13.º | 09.º | 13.º | 12.º | 11.º | 15.º | 16.º | 20.º | 17.º | 15°  | 15.º | 16.º | 17.º | 16.º | 17.º | 19.º | 17.º | 16.º | 15.º | 14.º | 15.º | 15.º | 15.º | 14.º |
| Huracán             | 19.º | 18.º | 20.º | 21.º | 15.º | 18.º | 22.º | 23.º | 25.º | 26.º | 26.º | 29.º | 29.º | 28.º | 27.º | 24.º | 25.º | 25.º | 23.º | 24.º | 23.º | 25.º | 24.º | 24.º | 25.º | 24.º | 24.º | 24.º | 25.º | 25.º |
| Independiente       | 05.º | 04.º | 04.º | 06.º | 05.º | 08.º | 06.º | 06.º | 08.º | 10.º | 15.º | 12.º | 07.º | 09.º | 11.º | 13.º | 13.º | 14.º | 12.º | 10.º | 09.º | 09.º | 09.º | 09.º | 06.º | 07.º | 06.º | 06.º | 05.º | 06.º |
| Lanús               | 05.º | 10.º | 15.º | 15.º | 16.º | 10.º | 14.º | 14.º | 10.º | 09.º | 07.º | 05.º | 04.º | 06.º | 06.º | 07.º | 11.º | 10.º | 11.º | 12.º | 13.º | 13.º | 10.º | 11.º | 11.º | 10.º | 09.º | 10.º | 09.º | 08.º |
| Newell's Old Boys   | 05.º | 06.º | 06.º | 02.º | 05.º | 03.º | 02.º | 02.º | 04.º | 03.º | 02.º | 04.º | 05.º | 02.º | 03.º | 02.º | 03.º | 02.º | 02.º | 02.º | 02.º | 02.º | 02.º | 04.º | 04.º | 03.º | 05.º | 05.º | 08.º | 09.º |
| Olimpo              | 19.º | 21.º | 22.º | 13.º | 18.º | 26.º | 23.º | 21.º | 20.º | 19.º | 20.º | 22.º | 19.º | 23.º | 22.º | 19.º | 21.º | 20.º | 20.º | 21.º | 19.º | 22.º | 23.º | 20.º | 18.º | 18.º | 17.º | 19.º | 19.º | 16.º |
| Patronato           | 19.º | 27.º | 30.º | 30.º | 30.º | 28.º | 21.º | 16.º | 22.º | 16.º | 13.º | 14.º | 13.º | 17.º | 13.º | 16.º | 16.º | 15.º | 16.º | 18.º | 21.º | 20.º | 20.º | 22.º | 22.º | 23.º | 23.º | 23.º | 20.º | 20.º |
| Quilmes             | 19.º | 18.º | 20.º | 27.º | 21.º | 22.º | 16.º | 18.º | 12.º | 11.º | 16.º | 16.º | 18.º | 14.º | 18.º | 21.º | 23.º | 27.º | 27.º | 27.º | 28.º | 24.º | 26.º | 27.º | 28.º | 27.º | 29.º | 28.º | 28.º | 29.º |
| Racing Club         | 15.º | 08.º | 11.º | 03.º | 03.º | 06.º | 04.º | 07.º | 05.º | 05.º | 04.º | 06.º | 08.º | 10.º | 07.º | 08.º | 07.º | 06.º | 09.º | 06.º | 04.º | 07.º | 06.º | 08.º | 09.º | 08.º | 08.º | 08.º | 07.º | 04.º |
| River Plate         | 01.º | 01.º | 02.º | 04.º | 02.º | 05.º | 03.º | 04.º | 07.º | 08.º | 06.º | 09.º | 11.º | 07.º | 08.º | 06.º | 06.º | 05.º | 05.º | 04.º | 05.º | 06.º | 05.º | 03.º | 02.º | 02.º | 02.º | 03.º | 02.º | 02.º |
| Rosario Central     | 17.º | 23.º | 17.º | 17.º | 09.º | 12.º | 17.º | 20.º | 19.º | 18.º | 19.º | 21.º | 26.º | 22.º | 26.º | 22.º | 17.º | 17.º | 14.º | 13.º | 12.º | 10.º | 11.º | 10.º | 10.º | 11.º | 11.º | 12.º | 12.º | 12.º |
| San Lorenzo         | 13.º | 07.º | 03.º | 05.º | 04.º | 02.º | 05.º | 05.º | 03.º | 02.º | 05.º | 03.º | 03.º | 03.º | 02.º | 03.º | 02.º | 04.º | 04.º | 05.º | 07.º | 05.º | 03.º | 02.º | 03.º | 06.º | 04.º | 07.º | 06.º | 07.º |
| San Martín (SJ)     | 13.º | 22.º | 23.º | 23.º | 24.º | 29.º | 25.º | 24.º | 21.º | 22.º | 23.º | 24.º | 23.º | 25.º | 28.º | 28.º | 28.º | 28.º | 28.º | 28.º | 26.º | 23.º | 21.º | 23.º | 23.º | 21.º | 20.º | 21.º | 23.º | 22.º |
| Sarmiento           | 05.º | 14.º | 13.º | 14.º | 19.º | 27.º | 24.º | 27.º | 28.º | 23.º | 22.º | 20.º | 17.º | 21.º | 23.º | 20.º | 22.º | 21.º | 24.º | 25.º | 24.º | 27.º | 27.º | 26.º | 27.º | 29.º | 26.º | 26.º | 26.º | 26.º |
| Talleres (C)        | 15.º | 18.º | 25.º | 25.º | 28.º | 25.º | 18.º | 11.º | 09.º | 06.º | 08.º | 10.º | 09.º | 11.º | 15.º | 11.º | 12.º | 11.º | 10.º | 11.º | 11.º | 12.º | 13.º | 12.º | 12.º | 12.º | 12.º | 13.º | 14.º | 15.º |
| Temperley           | 05.º | 14.º | 13.º | 19.º | 23.º | 16.º | 20.º | 22.º | 23.º | 24.º | 25.º | 26.º | 25.º | 27.º | 25.º | 27.º | 27.º | 24.º | 22.º | 23.º | 22.º | 18.º | 19.º | 21.º | 19.º | 19.º | 18.º | 17.º | 17.º | 18.º |
| Tigre               | 30.º | 29.º | 27.º | 28.º | 26.º | 19.º | 15.º | 15.º | 11.º | 15.º | 12.º | 13.º | 15.º | 15.º | 19.º | 23.º | 24.º | 18.º | 19.º | 22.º | 25.º | 26.º | 25.º | 25.º | 24.º | 25.º | 25.º | 25.º | 24.º | 24.º |
| Unión               | 05.º | 10.º | 07.º | 11.º | 13.º | 15.º | 19.º | 13.º | 16.º | 14.º | 14.º | 11.º | 12.º | 08.º | 09.º | 14.º | 14.º | 12.º | 13.º | 15.º | 16.º | 15.º | 18.º | 17.º | 20.º | 20.º | 19.º | 20.º | 22.º | 23.º |
| Vélez Sarsfield     | 27.º | 13.º | 19.º | 24.º | 27.º | 24.º | 29.º | 29.º | 29.º | 25.º | 24.º | 25.º | 24.º | 24.º | 21.º | 26.º | 26.º | 26.º | 26.º | 20.º | 18.º | 21.º | 22.º | 19.º | 21.º | 22.º | 21.º | 18.º | 18.º | 19.º |

| Referências |

## Tabela de rebaixamento
Para definir os quatro clubes rebaixados à segunda divisão da próxima temporada, as pontuações de cada equipe nas últimas quatro temporadas foram somadas e divididas pelo número de partidas disputadas.
| Pos | Equipes             | Média | 2014 Pts | 2015 Pts | 2016 Pts | 2016–17 Pts | Total Pts | Total Jgs |
| --- | ------------------- | ----- | -------- | -------- | -------- | ----------- | --------- | --------- |
| 1   | Boca Juniors        | 1.873 | 31       | 64       | 20       | 63          | 178       | 95        |
| 2   | Racing              | 1.863 | 41       | 57       | 24       | 55          | 177       | 95        |
| 3   | San Lorenzo         | 1.831 | 26       | 61       | 34       | 53          | 174       | 95        |
| 4   | Estudiantes         | 1.789 | 31       | 51       | 32       | 56          | 170       | 95        |
| 5   | Independiente       | 1.757 | 33       | 54       | 27       | 53          | 167       | 95        |
| 6   | Lanús               | 1.736 | 35       | 42       | 38       | 50          | 165       | 95        |
| 7   | River Plate         | 1.705 | 39       | 49       | 18       | 56          | 162       | 95        |
| 8   | Rosário Central     | 1.515 | 21       | 59       | 20       | 44          | 144       | 95        |
| 9   | Banfield            | 1.463 | 20       | 50       | 15       | 54          | 139       | 95        |
| 10  | Gimnasia y Esgrima  | 1.431 | 24       | 44       | 25       | 43          | 136       | 95        |
| 11  | Talleres            | 1.400 | —        | —        | —        | 42          | 42        | 30        |
| 12  | Atlético Tucumán    | 1.369 | —        | —        | 30       | 33          | 63        | 46        |
| 13  | Newell's Old Boys   | 1.368 | 25       | 40       | 16       | 49          | 130       | 95        |
| 14  | Godoy Cruz          | 1.357 | 21       | 32       | 33       | 43          | 129       | 95        |
| 15  | Defensa y Justicia  | 1.326 | 20       | 32       | 25       | 49          | 126       | 95        |
| 16  | Colón               | 1.315 | —        | 34       | 17       | 49          | 100       | 76        |
| 17  | Tigre               | 1.294 | 26       | 46       | 20       | 31          | 123       | 95        |
| 18  | Unión               | 1.250 | —        | 41       | 22       | 32          | 95        | 76        |
| 19  | Belgrano            | 1.242 | 25       | 51       | 16       | 26          | 118       | 95        |
| 20  | San Martín          | 1.223 | —        | 37       | 23       | 33          | 93        | 76        |
| 21  | Vélez Sarsfield     | 1.210 | 25       | 29       | 24       | 37          | 115       | 95        |
| 22  | Patronato           | 1.173 | —        | —        | 20       | 34          | 54        | 46        |
| 23  | Arsenal             | 1.126 | 26       | 27       | 27       | 27          | 107       | 95        |
| 24  | Olimpo              | 1.115 | 19       | 36       | 13       | 38          | 106       | 95        |
| 25  | Huracán             | 1.105 | —        | 30       | 25       | 29          | 84        | 76        |
| 26  | Temperley           | 1.092 | —        | 30       | 16       | 37          | 83        | 76        |
| 27  | Aldosivi            | 1.078 | —        | 40       | 17       | 25          | 82        | 76        |
| 28  | Quilmes             | 1.021 | 12       | 45       | 15       | 25          | 97        | 95        |
| 29  | Atlético de Rafaela | 0.989 | 25       | 23       | 9        | 37          | 94        | 95        |
| 30  | Sarmiento           | 0.986 | —        | 30       | 17       | 28          | 75        | 76        |

## Classificação à Copa Libertadores 2018
A Argentina terá 6 vagas na Copa Libertadores da América de 2018, sendo os 4 primeiros classificados à fase de grupos e os dois últimos à fase preliminar:
- Argentina 1: Boca Juniors, O campeão do torneio.
- Argentina 2: River Plate, O vice-campeão.
- Argentina 3: Estudiantes de La Plata, O terceiro colocado.
- Argentina 4: Racing Club, O quarto.
- Argentina 5: Atlético Tucumán, vice-campeão da Copa Argentina 2016-17.
- Argentina 6: Banfield, O quinto.
- Argentina 7:  Independiente, O campeão da Copa Sul-Americana 2017

## Classificação à Copa Sul-Americana 2018
- Argentina 1: San Lorenzo, O sétimo.
- Argentina 2: Lanus, O oitavo.
- Argentina 3: Newell's Old Boys, O nono.
- Argentina 4: Defensa y Justicia, O décimo.
- Argentina 5: Colón, O décimo primeiro.
- Argentina 6: Rosário Central, O décimo segundo.

## Estatísticas
| Pos. | Jogador           | Equipe            | Gols |
| ---- | ----------------- | ----------------- | ---- |
| 1    | Darío Benedetto   | Boca Juniors      | 21   |
| 2    | Sebastián Driussi | River Plate       | 17   |
| 3    | José Sand         | Lanús             | 15   |
| 4    | Mariano Pavone    | Vélez Sarsfield   | 13   |
| 5    | Ignacio Scocco    | Newell's Old Boys | 12   |
| 5    | Carlos Luna       | Tigre             | 12   |
| 5    | Lucas Alario      | River Plate       | 12   |
| 8    | Nicolás Blandi    | San Lorenzo       | 11   |
| 8    | Emiliano Rigoni   | Independiente     | 11   |
| 8    | Fernando Zampedri | Atlético Tucumán  | 11   |

| Pos. | Jogador           | Equipe             | Assists. |
| ---- | ----------------- | ------------------ | -------- |
| 1    | Marcos Acuña      | Racing             | 13       |
| 2    | Cristian Pavón    | Boca Juniors       | 9        |
| 3    | Agustín Bouzat    | Defensa y Justicia | 7        |
| 3    | Rodrigo Caballuci | Olimpo             | 7        |
| 3    | Mauro Formica     | Newell's Old Boys  | 7        |
| 6    | Lautaro Acosta    | Lanús              | 6        |
| 6    | Gonzalo Martínez  | River Plate        | 6        |
| 6    | Alejandro Silva   | Lanús              | 6        |
| 6    | Carlos Tévez      | Boca Juniors       | 6        |